# Gidgiddoni

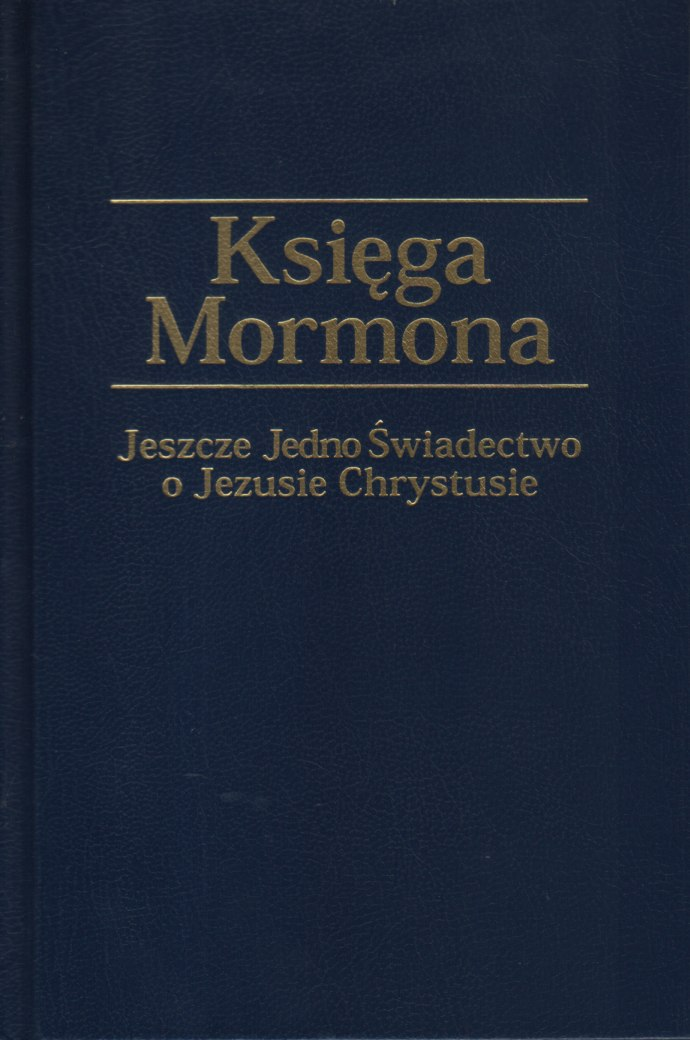
Księga Mormona, jedno z mormońskich pism świętych i jednocześnie źródło przekazu o Gidgiddonim

Gidgiddoni (deseret 𐐘𐐆𐐔𐐘𐐆𐐔𐐄𐐤𐐌) – w wierzeniach ruchu świętych w dniach ostatnich (mormonów) neficki wojskowy i prorok żyjący w I wieku n.e.

## Wymowa imienia
Wymowa tego imienia wzbudzała pewne zainteresowanie mormońskich badaczy. Została ona zresztą ujęta w przewodniku po wymowie, dołączanym do każdego egzemplarza anglojęzycznej wersji Księgi Mormona od 1981. Źródła wskazują generalnie niemniej na znaczną różnicę między wymową preferowaną i powszechną współcześnie, a tą z wczesnego okresu kolonizacji terytorium Utah, jeżeli chodzi o wiele nazw i imion z Księgi Mormona. Nie ma takiej różnicy wszelako w przypadku Gidgiddoniego. Pierwotna wymowa, zwłaszcza ta stosowana przez Josepha Smitha, ma pewne znaczenie w badaniach nazw własnych występujących w Księdze Mormona, choć, na gruncie mormońskiej teologii, nie jest w nich czynnikiem decydującym. Do ustalenia wymowy używanej przez Smitha wykorzystuje się między innymi wydanie Księgi Mormona w alfabecie deseret z 1869.
Istnieją wszelako relacje ludzi posługujących w procesie nazywanym przez świętych w dniach ostatnich tłumaczeniem Księgi Mormona, które rzucają światło na to, jak Smith pierwotnie radził sobie z nieznanymi słowami. Hugh Nibley, powołując się na relacje skrybów Smitha, stwierdził, że nigdy nie wymawiał on takich słów, zawsze poprzestając na ich przeliterowaniu. Ściśle na gruncie mormońskiej teologii nie próbuje się dociekać pierwotnej wymowy tegoż słowa, podobnie jak nie prowadzi się takowych rozważań wobec słów i nazw nefickich jako takich.
Również na gruncie mormońskiej teologii zauważa się inherentną problematyczność wymowy nazw i imion przynależnych do tej mormońskiej świętej księgi. Ma to wynikać z tego, że żadne z nich nie zostało przekazane Josephowi Smithowi ustnie, z wyjątkiem może imienia Moroniego, który wszak przedstawił się Smithowi w wizji. Z doktrynalnego punktu widzenia sposób, w jaki bohaterowie Księgi Mormona wypowiadali te słowa, pozostał nieznany pierwszemu mormońskiemu przywódcy.

## W Księdze Mormona
Informacje o jego życiu i działalności zawiera 3. Księga Nefiego, wchodząca w skład Księgi Mormona. Został mianowany naczelnym wodzem wszystkich nefickich armii w okresie, gdy urząd głównego nefickiego sędziego oraz namiestnika piastował Lachoneus. Wywierał na życie swego ludu wpływ nieograniczający się do kwestii militarnych. Uznawany był za proroka, zdaje się również, że posiadał władzę sądowniczą, poświęcony mu zapis wspomina bowiem, iż był naczelnym sędzią. Komentarze uznają go za pobożnego wyznawcę Chrystusa, zauważają także, że przeszedł wszystkie związane z tym obrzędy. Przypisują mu też głębię życia duchowego. Jego natchnione nauki oraz mądre rady miały, na równi z jego kunsztem strategicznym i odwagą, pozwalać na uchronienie Nefitów przed zniszczeniem.
Funkcję naczelnego wodza pełnił przynajmniej jedenaście lat, od 16 do 27. W tym kontekście pamiętany jest nade wszystko dzięki roli, jaką odegrał w kampaniach wojennych przeciwko złoczyńcom Gadiantona, dowodzonym kolejno przez Giddianhiego oraz Zemnarihaha. Przypuszcza się, że odgrywał, wraz z Lachoneusem, przywódczą rolę w procesie odbudowy, który nastąpił po zakończeniu walk. Współpraca tych dwóch mężczyzn przyniosła Nefitom pokój i dobrobyt, który mógłby, jak zauważają komentatorzy, trwać wiele generacji. Nie powinien być mylony z Gidgiddonahem, nefickim generałem z okresu bitwy na wzgórzu Kumorah.

## W mormońskiej teologii oraz w badaniach nad Księgą Mormona
Istnienie Gidgiddoniego nie znalazło potwierdzenia w źródłach zewnętrznych. Językoznawcy związani z Kościołem Jezusa Chrystusa Świętych w Dniach Ostatnich rozważali etymologię imienia tego wojskowego, wywodząc ją z języka hebrajskiego. Hugh Nibley, czołowy przedstawiciel mormońskiej apologetyki, doszukiwał się w nim z kolei wpływów języka egipskiego. Imię tego nefickiego żołnierza pojawiało się w badaniach nieortodoksyjnych praktyk nazewniczych obecnych na kartach Księgi Mormona i w ten sposób wykorzystywane było w dowodzeniu autentyczności mormońskiej świętej księgi.

## W mormońskiej kulturze
Gidgiddoni zajmuje poczesne miejsce w mormońskiej kulturze, gdzie często jest przywoływany jako przykład, również w kwestiach niezwiązanych z wojną. Opis działań wojennych pod wodzą Gidgiddoniego zawiera istotne wskazówki na temat mormońskiej koncepcji wojny sprawiedliwej, potępiającej zarówno wojnę prewencyjną, jak i tę podejmowaną z zemsty. Wynika zeń również niechęć do wojny ofensywnej jako takiej. W tym duchu  Gidgiddoni przywoływany był także w komentarzach dotyczących sytuacji bezpośrednio przed wybuchem II wojny w Zatoce Perskiej. 